# Estación de Torre da Gadanha
La Estación Ferroviária de Torre da Gadanha, igualmente conocida como Estación de Torre da Gadanha, es una estación de la Línea del Alentejo, que funcionó, hasta 1989, como plataforma del Ramal de Montemor, en el ayuntamiento de Montemor-o-Novo, en Portugal.

## Descripción

### Vías y plataformas
Contaba, en enero de 2011, con tres vías de circulación, que tenían 550, 420 y 380 metros de longitud; las plataformas tenían 170 y 129 metros de extensión, y 55 y 40 centímetros de altura.

## Historia
El tramo entre Vendas Novas y Beja de la Línea del Alentejo, donde esta plataforma se inserta, abrió el 15 de febrero de 1864. El Ramal de Montemor, por su turno, entró en servicio el 2 de septiembre de 1909, y se clausuró en 1989.
En 1933, la Comisión Administrativa del Fondo Especial de Ferrocarriles aprobó la instalación de una báscula de 20 toneladas en esta estación, y, al año siguiente, autorizó la modificación de las rasantes de las vías, de forma que obteniese un apartadero.